# Centro de color

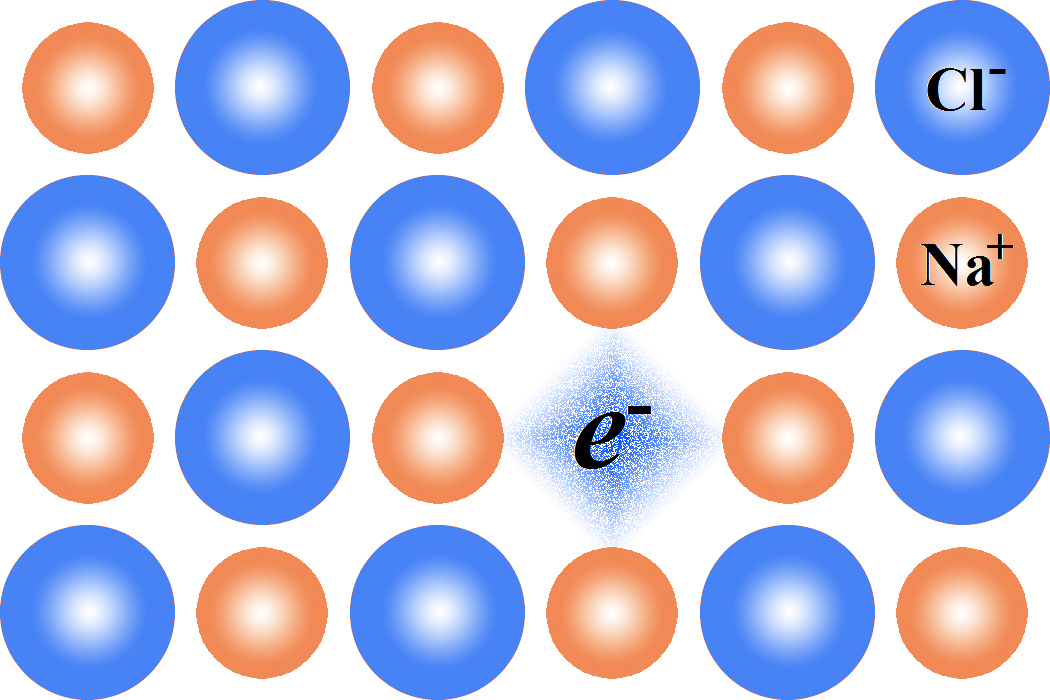
Centro de color

Un centro de color, centro F (del alemán farbzentrum; farbe por «color» y zentrum por «centro») o electrón atrapado es un tipo de defecto cristalográfico en el que un anión vacante en un cristal se llena con uno o más electrones, dependiendo de la carga de los iones desaparecidos en el cristal. Los electrones en dichos sitios vacantes o huecos tienden a absorber la luz en el espectro visible de forma que un material que suele ser transparente se vuelve de color. Este es el origen del nombre, F-centro, que se origina en el alemán farbzentrum. La traducción de este término también nos da su nombre sinónimo de centro de color, que también puede hacer referencia a tales defectos. El color se debe a la excitación del electrón en el entorno localizado donde se encuentra, rodeado de iones, y sus niveles de energía son similares a los de un electrón atrapado en una caja esférica microscópica.
Los centros F son a menudo paramagnéticos y por tanto pueden ser estudiados por técnicas de resonancia paramagnética electrónica. Cuanto mayor sea el número de centros F, más intenso es el color del compuesto. 

## Producción de centros F
Los centros F son muy frecuentes en cristales de haluros como el fluoruro de calcio, sobre todo de metales alcalinos. Los centros F pueden ser creados haciendo pasar vapores de sodio sobre cristales de cloruro de sodio, NaCl, de forma que los iones cloruro, Cl-, se combinan con los iones de metal produciendo defectos no estequiométricos dentro de la red. Los electrones liberados en este proceso se difunden para ocupar lugares vacantes de la red. También la radiación ionizante puede producir centros F.
Estos defectos son los responsables de los cambios en la absorción infrarroja, visible y ultravioleta en materiales transparentes sometidos a radiaciones o tratamientos químicos.